# Herb Oliwy
Herb Oliwy – w latach 1924–1926 symbol gminy, a obecnie jeden z nieoficjalnych symboli gdańskiej dzielnicy Oliwa.

## Wygląd

Wersja herbu z 1924

W albumie gdańskich herbów państwowych, kościelnych i prywatnych „Danziger Wappenwerk” został umieszczony następujący opis:

In Silber ein grüner, früchte tragender Olivenbaum, an dessen Stamme der Schild des Danziger Staats- und Stadtwappens aufgehängt ist.

Prof. Marian Gumowski, opierając się na powyższym źródle, tłumaczył to w następujący sposób:

[Herb] wyobraża na białej tarczy zielone drzewo oliwne a na jego pniu zawieszoną małą czerwoną tarczę z dwoma krzyżami gdańskimi, srebrnymi, pod koroną.

Współczesna wersja herbu nawiązuje do wersji z 1924.

## Symbolika
Drzewo oliwne na herbie Oliwy nawiązuje do nazwy miejscowości i godła miejscowego opactwa, natomiast herb z dwoma krzyżami do związków z miastem Gdańskiem.

## Historia

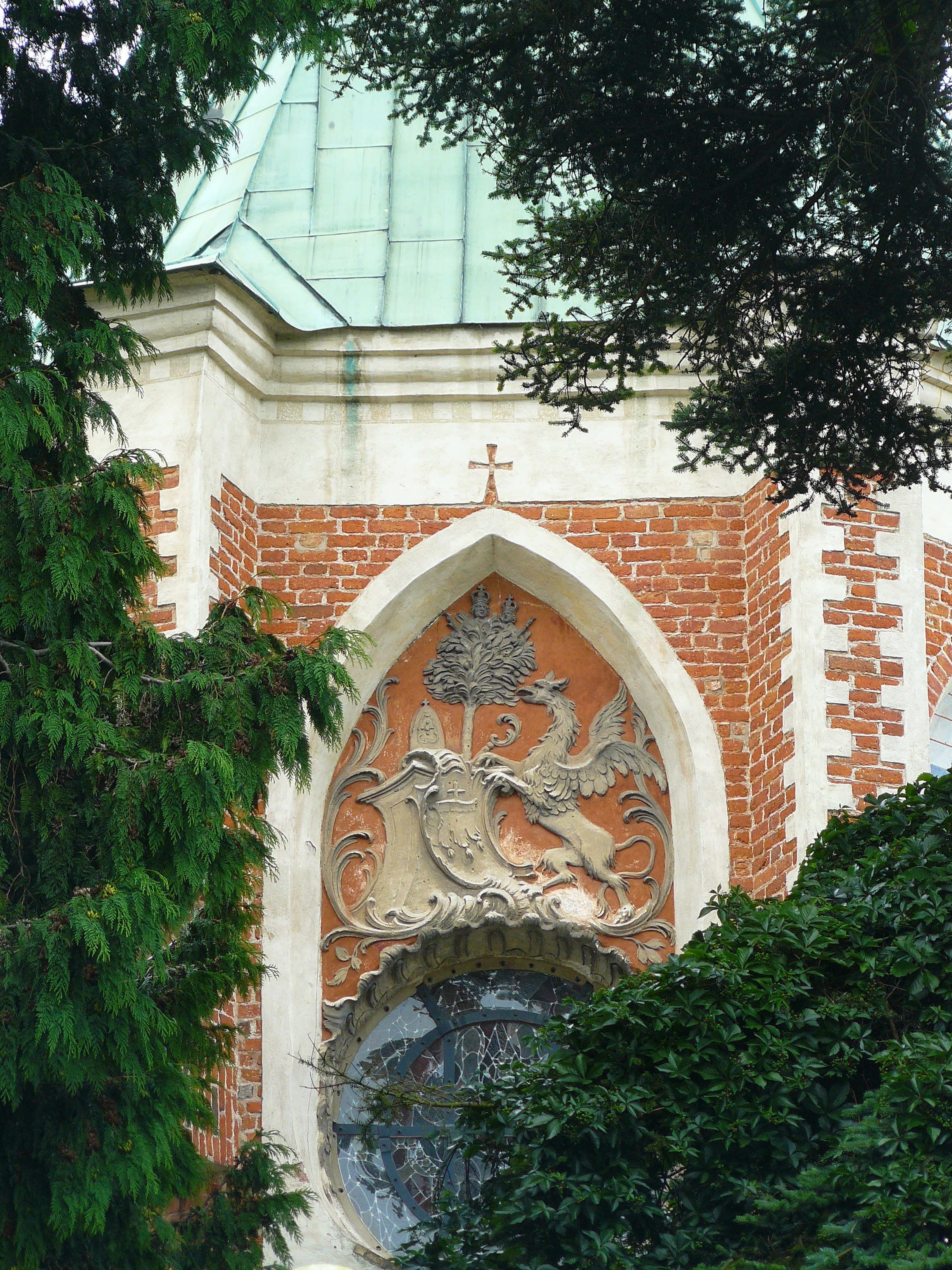
Herb opactwa oliwskiego na portalu archikatedry (archikatedra w Oliwie)

Gałązka oliwna jako symbol miejscowości pojawia się już w herbie opactwa, umieszczonym m.in. na jednym z portali nad witrażem archikatedry w Oliwie. 23 maja 1924 Senat Wolnego Miasta Gdańska specjalną uchwałą nadał gminie oliwskiej herb. Od symbolu opactwa różnił się brakiem postaci Matki Bożej i Dzieciątka Jezus na drzewie oliwnym i dodanym herbem Gdańska. 1 lipca 1926 Oliwa, z powodu narastających długów, została przyłączona do Gdańska i tym samym herb przestał pełnić rolę znaku urzędowego. Współcześnie dawny herb jest używany przez mieszkańców Oliwy i miejscową radę dzielnicy jako symbol ich małej ojczyzny. W 2011 przewodniczący Zarządu Dzielnicy Tomasz Strug, na podstawie herbu i zgodnie z zasadami heraldyki, zaprojektował flagę Oliwy. Jest to prostokątny płat tkaniny, podzielony na dwa równe pasy (zielony i biały) z umieszczonym w centralnej części herbem. Jako kolejny symbol dzielnicy zaczęła funkcjonować od 2016 (90. rocznicy przyłączenia Oliwy do Gdańska).